# Sticky Fingers
Sticky Fingers è un album in studio del gruppo rock britannico Rolling Stones, è il nono della discografia inglese e l'undicesimo di quella statunitense, pubblicato in Gran Bretagna il 23 aprile e negli Stati Uniti il 1º maggio del 1971. 
Raggiunse il numero 1 sia nella classifica inglese, sia in quella statunitense, rimanendovi rispettivamente per cinque e quattro settimane. 
Viene ritenuto uno dei loro capolavori e nel 2020 l'album è stato inserito dalla rivista Rolling Stone alla posizione numero 104 nella loro lista dei migliori 500 dischi di tutti i tempi.

## Registrazione
Oltre ai membri del gruppo, il produttore Jimmy Miller partecipò attivamente al disco suonando le percussioni in alcuni brani. Inoltre, il sound generale di Sticky Fingers risente del fondamentale contributo strumentale dato dalla sezione degli strumenti a fiato ad opera di Bobby Keys e Jim Price, già collaboratori di Derek and the Dominos. Keys, che aveva iniziato a lavorare con gli Stones in Let It Bleed, suona l'assolo di sassofono presente in Brown Sugar; e la sua presenza insieme a quella di Price caratterizza le sonorità di molte canzoni dell'album, integrandosi alla perfezione nel sound degli Stones degli anni settanta. Al pianoforte intervennero artisti abituali del giro degli Stones come Nicky Hopkins e Ian Stewart.
Anche se le sessioni in studio per Sticky Fingers iniziarono nel marzo 1970, i Rolling Stones avevano già registrato parte del materiale ai Muscle Shoals Studios in Alabama nel dicembre 1969, e Sister Morphine risaliva alle sedute di registrazione per l'album Let It Bleed. La maggior parte delle tracce presenti in Sticky Fingers furono incise utilizzando lo studio di registrazione mobile dei Rolling Stones a Stargroves durante l'estate e l'autunno del 1970. Sempre nello stesso periodo vennero registrate anche le versioni embrionali di futuri brani che sarebbero poi apparsi nel successivo disco della band, Exile on Main St.

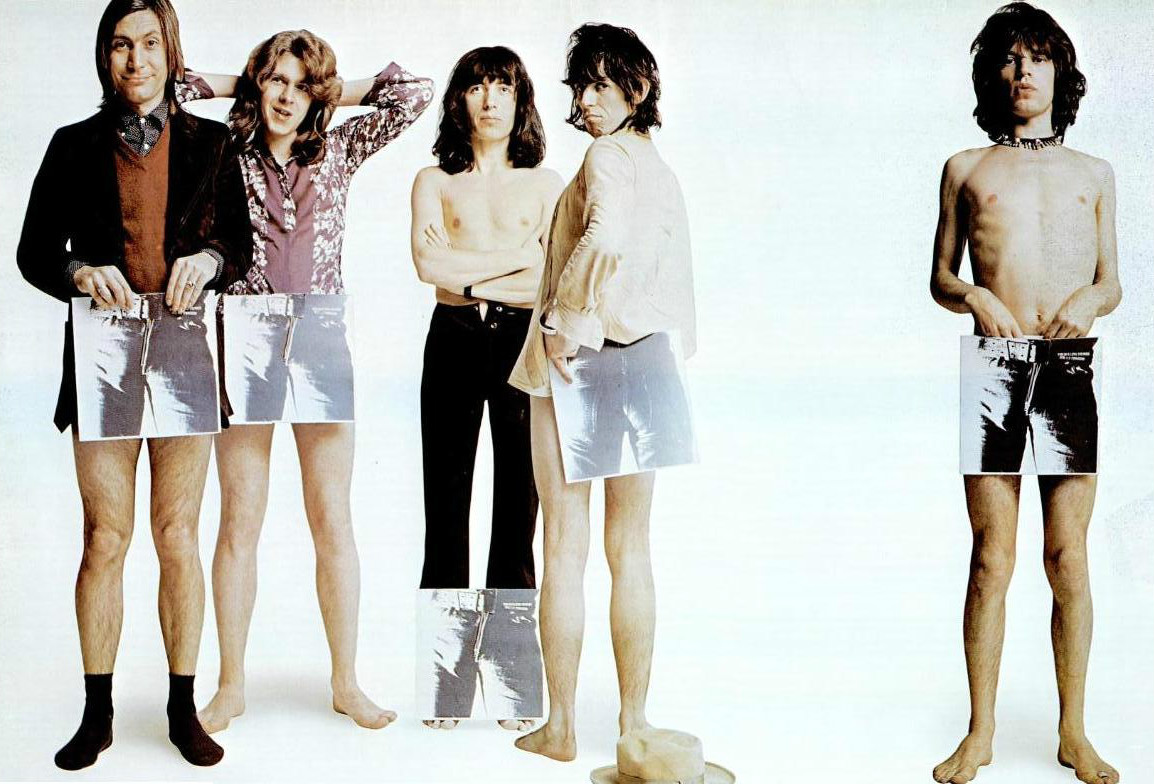
I Rolling Stones in una foto promozionale per l'album (1971)

Con la scadenza del contratto che li legava alla Decca/London, i Rolling Stones furono finalmente liberi di pubblicare i loro dischi come più gli aggradava (comprese le copertine). Quando però la Decca Records informò il gruppo che i Rolling Stones avrebbero dovuto cedere loro i diritti su un ultimo singolo, gli Stones gli consegnarono un brano dal testo impubblicabile date le oscenità contenutevi: Cocksucker Blues ("il blues del pompinaro"). La Decca naturalmente rifiutò la canzone che venne pubblicata solo più tardi su una compilation della Germania Ovest nel 1983, pubblicazione che venne comunque annullata e riproposta senza la traccia in questione (da allora il brano è disponibile solamente su bootleg). Infine, Allen Klein, il loro ex manager del quale si erano recentemente sbarazzati, assestò un brutto colpo agli Stones quando essi scoprirono di aver inavvertitamente firmato un accordo contrattuale che li obbligava e cedere alla ABKCO Records di Klein i diritti di pubblicazione su tutto il materiale degli Stones dal 1963 al 1970. Klein ottenne inoltre anche il copyright su due canzoni del disco in uscita, Brown Sugar e Wild Horses. Per questa ragione il manager e la band sarebbero rimasti in causa per più di un decennio.

## Copertina
La celebre copertina del disco, opera dell'artista pop Andy Warhol, è caratterizzata da un paio di jeans con evidente rigonfiamento all'altezza dei genitali (nella versione su LP la cerniera era apribile).
All'interno comparve per la prima volta il famoso Tongue & Lip disegnato da John Pasche e la versione più spoglia della copertina col modello vestito solo di mutande, col rigonfiamento ancora più in mostra. Le fotografie sono di Billy Name mentre il design, su indicazioni di Warhol, è di Craig Braun. La fotografia del "pacco" maschile stretto dentro un paio di attillati blue jeans, all'inizio fu creduta da molti fan appartenere a Mick Jagger, mentre invece il modello utilizzato fu Joe Dallesandro, attore dei film di Warhol.
Nel 2003, il canale televisivo VH1 ha nominato quella di Sticky Fingers la "migliore copertina di album di sempre".
In Spagna, la copertina originale fu ritenuta troppo scandalosa e venne sostituita dalla non meno sinistra foto di un barattolo dal quale spuntavano delle dita femminili; inoltre Sister Morphine, per i riferimenti alla droga contenuti nel testo della canzone, fu tolta dalla scaletta dei brani e rimpiazzata da Let it Rock, una cover di un brano di Chuck Berry.
Nel 1992, la pubblicazione in LP dell'album in Russia fu modificata con il lettering del titolo e il nome della band in cirillico, e la foto del modello in jeans fu sostituita con l'equivalente al femminile per suscitare minore scandalo.

## Brani
La traccia che apre il disco, Brown Sugar, fu la canzone di maggior successo dell'album. Venne composta principalmente da Jagger, nel 1969 durante la sua permanenza in Australia per la lavorazione del film I fratelli Kelly. Il controverso testo del brano è volutamente ambiguo e suscettibile di svariate interpretazioni: potrebbe riferirsi all'esaltazione delle doti amorose di una ragazza di colore, oppure riferirsi a una particolare qualità di eroina (Brown Sugar significa "zucchero di canna" in italiano). Nello specifico le varie allusioni alle droghe pervadono tutto il disco, e si inquadrano proprio nel periodo nel quale si aggravarono i problemi di tossicodipendenza di Keith Richards.
Sway, come anche Moonlight Mile, contiene nel finale un arrangiamento orchestrale ad opera di Paul Buckmaster, che all'epoca collaborava abitualmente con Elton John. Wild Horses era, invece, una delicata ballata influenzata dalla musica country. La melodia venne composta da Richards, mentre il testo è opera di Jagger. Questa canzone è stata reinterpretata da numerosi artisti nel corso degli anni, tra gli altri: Dave Matthews, Garbage, e Guns N' Roses. I Flying Burrito Brothers di Gram Parsons (amico di Richards), pubblicarono la loro propria versione del brano sull'album Burrito Deluxe del 1970, prima ancora di quella degli stessi Stones.
La seguente canzone, Can't You Hear Me Knocking mostrava l'attitudine del nuovo chitarrista della band, Mick Taylor. Privo della versatilità del suo predecessore Brian Jones, capace di suonare numerosi strumenti, Taylor, che aveva militato nei John Mayall & the Bluesbreakers, era più portato tecnicamente ad essere un solista e il suo apporto strumentale rinforzò i toni blues nei dischi degli Stones della prima metà degli anni settanta. Particolarmente significativa in proposito, è la lunga improvvisazione fusion che si dipana nel corso del brano. You Gotta Move, la prima traccia registrata per l'album, era una cover di un brano spiritual tradizionale riscritto in chiave blues da Fred McDowell e da Gary Davis.
Il testo della tetra Sister Morphine era stato scritto dell'ex fidanzata di Mick Jagger, Marianne Faithfull, mentre la musica era degli Stones. Era stata pubblicata su singolo dalla stessa Faithfull nel 1969, ma il crudo testo della canzone aveva suscitato polemiche e il brano era stato bandito dalle radio. La canzone narra con intensità l'agonía di un uomo in un letto d'ospedale, presumibilmente a causa di una overdose, e del suo desiderio di ricevere della morfina per avere sollievo dai suoi tormenti. Sister Morphine fu censurata nella versione di Sticky Fingers pubblicata in Spagna venendo sostituita da Let It Rock.
Dead Flowers è un altro esempio di un genere spesso frequentato dal gruppo: la parodia della musica country. Se in Beggars Banquet erano state incluse Dear Doctor e Factory Girl, entrambi pastiche del genere, la tradizione sarebbe continuata anni più tardi con Far Away Eyes sull'album del 1978 Some Girls.
Moonlight Mile è la traccia conclusiva del disco. La canzone nacque da un tema musicale incompleto di Richards, che Taylor si incaricò di completare e trasformare, anche se nessun credito compositivo gli venne riconosciuto sull'album.

## Pubblicazione
Sticky Fingers, pubblicato in Inghilterra il 23 aprile e negli Stati Uniti il 1º maggio del 1971, raggiunse la vetta della classifica britannica nel maggio 1971, restando in prima posizione per quattro settimane consecutive prima di cedere il primato e tornare al numero 1 in giugno per un'altra settimana. Negli Stati Uniti, l'album salì in cima alla classifica dopo pochi giorni dalla pubblicazione, e vi rimase per quattro settimane. Arrivò al numero 1 anche in Australia, Canada, Danimarca, Olanda, Germania, Norvegia e Spagna. In Italia si fermò al secondo posto dietro la colonna sonora del film Love Story.

## Accoglienza
| Recensione               | Giudizio       |
| ------------------------ | -------------- |
| AllMusic                 | [ 17 ]         |
| Ondarock                 | Pietra Miliare |
| Rolling Stone            | [ 18 ]         |
| Blender                  |                |
| Piero Scaruffi           | [ 19 ]         |
| Discogs                  |                |
| NME                      | [ 20 ]         |
| Pitchfork                | [ 21 ]         |
| Christgau's Record Guide | A              |

In una recensione contemporanea scritta per il Los Angeles Times, il critico musicale Robert Hilburn affermò che sebbene Sticky Fingers fosse uno dei migliori album rock dell'anno, era soltanto "modesto" per gli standard qualitativi dei Rolling Stones. Jon Landau, scrivendo per Rolling Stone, notò nel disco una certa mancanza di spirito e spontaneità rispetto ai due precedenti album della band e, tranne Moonlight Mile, secondo lui l'opera era infarcita di "tentativi stilistici forzati e controllati" nei quali il gruppo suonava disinteressato, particolarmente in brani formalmente corretti come Brown Sugar. In una recensione positiva, Lynn Van Matre del Chicago Tribune definì gli Stones "al meglio della loro volgarità" nell'album e scrisse che, anche se difficilmente definibile innovativo, il materiale incluso in Sticky Fingers risultava abbastanza convincente da costituire uno dei migliori dischi dell'anno.
Nel 1972 Sticky Fingers venne votato al secondo posto nella lista annuale del sondaggio tra i critici indetto dal The Village Voice. Lester Bangs lo votò al primo posto nel sondaggio e disse che era il disco che aveva ascoltato di più in tutto l'anno. Robert Christgau, creatore del sondaggio, lo votò al diciassettesimo posto nella sua lista personale. In un articolo del 1975 apparso sul The Village Voice, Christgau suggerì che Sticky Fingers poteva essere considerato, al pari con Exile on Main St. (1972), il capolavoro dei Rolling Stones.
Nel 1994, Sticky Fingers si classificò in decima posizione nella lista All Time Top 1000 Albums di Colin Larkin. Egli scrisse, "Un rock così sporco deve ancora essere eguagliato, e non si vedono tuttora rivali in giro". In una recensione retrospettiva, la rivista Q giudicò l'opera come il "prodotto degli Stones al loro apice" [...] Una formula magica di heavy soul, junkie blues e macho rock". NME scrisse che l'album "cattura la padronanza del blues da parte degli Stones". Sulla rivista Goldmine, Dave Thompson scrisse che l'album è "ancora superiore a gran parte del catalogo degli Stones". Nel 2003, Sticky Fingers è stato classificato alla posizione numero 63 nella lista dei 500 migliori album di sempre redatta dalla rivista Rolling Stone, e alla numero 64 nella revisione datata 2012. Nella revisione della classifica datata 2020, l'album è stato inserito dalla rivista Rolling Stone alla posizione numero 104.

## Tracce
Tutti i brani sono composti da Mick Jagger e Keith Richards, eccetto dove indicato.
1. Brown Sugar – 3:49
2. Sway – 3:51
3. Wild Horses – 5:52
4. Can't You Hear Me Knocking – 7:14
5. You Gotta Move – 2:32 (testo: McDowell/Davis)
6. Bitch – 3:36
7. I Got the Blues – 3:52
8. Sister Morphine – 5:31 (testo: Jagger/Richards/Faithfull)
9. Dead Flowers – 4:03
10. Moonlight Mile – 5:56

### Deluxe Edition (2015)
2015 Deluxe edition bonus disc
1. Brown Sugar (Alternate Version with Eric Clapton) – 4:07
2. Wild Horses (Acoustic version) – 5:47
3. Can't You Hear Me Knocking (Alternate version) – 3:24
4. Bitch (Extended version) – 5:53
5. Dead Flowers (Alternate version) – 4:18
6. Live with Me (Live at the Roundhouse, 1971) – 4:22
7. Stray Cat Blues (Live at the Roundhouse, 1971) – 3:38
8. Love in Vain (Live at the Roundhouse, 1971) – 6:42
9. Midnight Rambler (Live at the Roundhouse, 1971) – 11:27
10. Honky Tonk Women (Live at the Roundhouse, 1971) – 4:14

## Formazione
The Rolling Stones
- Mick Jagger – voce; percussioni in Brown Sugar; chitarra ritmica in Sway; chitarra acustica in Dead Flowers e Moonlight Mile
- Keith Richards – chitarra ritmica, cori; chitarra acustica in Brown Sugar, You Gotta Move, I Got the Blues e Sister Morphine;  chitarra acustica in Wild Horses; chitarra solista in Brown Sugar, Wild Horses, Can't You Hear Me Knocking e Bitch
- Mick Taylor – chitarra solista in Sway, Dead Flowers, Moonlight Mile; chitarra acustica in Wild Horses; chitarra ritmica e chitarra solista in Can't You Hear Me Knocking, chitarra ritmica in Bitch; slide guitar in Sway e You Gotta Move
- Bill Wyman – basso chitarra; piano elettrico in You Gotta Move
- Charlie Watts – batteria

Altri musicisti
- Ry Cooder – slide guitar in Sister Morphine
- Jim Dickinson – piano in Wild Horses
- Rocky Dijon – congas in Can't You Hear Me Knocking
- Nicky Hopkins – piano in Sway, Can't You Hear Me Knocking
- Bobby Keys – sassofono
- Jimmy Miller – percussioni in Can't You Hear Me Knocking
- Jack Nitzsche – piano in Sister Morphine
- Billy Preston – organo in Can't You Hear Me Knocking e I Got the Blues
- Jim Price – tromba, piano in Moonlight Mile
- Ian Stewart – piano in Brown Sugar e Dead Flowers

## Classifiche

### Classifiche settimanali
| Classifica (1971) | Posizione massima |
| ----------------- | ----------------- |
| Australia         | 1                 |
| Austria           | 9                 |
| Canada            | 1                 |
| Danimarca         | 1                 |
| Finlandia         | 2                 |
| Francia           | 3                 |
| Germania          | 1                 |
| Italia            | 2                 |
| Norvegia          | 1                 |
| Nuova Zelanda     | 8                 |
| Paesi Bassi       | 1                 |
| Regno Unito       | 1                 |
| Spagna            | 1                 |
| Stati Uniti       | 1                 |

### Classifiche di fine anno
| Classifica (1971) | Posizione |
| ----------------- | --------- |
| Australia         | 18        |
| Germania          | 13        |
| Paesi Bassi       | 1         |
| Regno Unito       | 3         |
| Spagna            | 7         |
| Stati Uniti       | 21        |